# زبان‌های برتا
زبان‌های بِرتا یا زبان‌های فونج که به‌طور سنتی گویش‌های یک زبان واحد در نظر گرفته می‌شوند عبارتند از گِبِتُو Gebeto (مخصوص برتا)، فَدَشی (Fadashi) و اوندو (Undu). آنها یا یک خانوادهٔ زبانی کوچک (زبان جداشده) خود هستند، یا یک شاخهٔ نخستین از خانواده‌یِ زبان‌های نیلو-صحرایی.
زبان برتا دارای ترتیب واژهٔ نهاد–فعل–مفعول است و یک زبان نواخت‌بر محسوب می‌شود. این زبان به‌طور قابل توجهی بر برخی از زبان‌های جبل شرقی تأثیر گذاشته است. نام عربی «بنی شنگول» (مانند منطقهٔ بنیشانگول-گوموز) از عبارت برتا گرفته شده است.